# Agalawal
Agalawal ou Ambassadeur Agalawal de son vrai nom Kra Kobenan Kouman Ignace, est un artiste comédien et humoriste ivoirien, né le 24 décembre 1983 à Pinda-Boroko dans le département de Bondoukou.

## Biographie

### Enfance et cursus
Originaire du village Pinda-Boroko dans le nord-est de la Côte d’Ivoire, Agalawal est Abron, il y a fait ses études primaires du CP1 au CM1, puis il termine son parcours primaire dans le village de Pimadou toujours dans le même département.
Il part ensuite en ville pour faire le lycée chez son oncle à Grand-Lahou, cette fois dans le Sud de la Côte d'Ivoire. C'est là, Agalawal a fait tout son cursus secondaire sanctionné par l’obtention du baccalauréat A2 en 2003. Après son Bac, il a obtenu une Maitrise appliquée en anglais à l’Université Félix Houphouët Boigny de Cocody en 2008 puis un Master 2 en Gestion de Paix.

### Carrière
L'humoriste connu sous le nom d'"Ambassadeur Agalawal" se distingue de ses pairs grâce à son style caractérisé par des tenues extravagantes et très colorées. Son surnom "Agalawal" trouve son origine dans sa passion pour le football, puisqu'on l'appelait communément "Garba Lawal" en référence au footballeur international nigérian dans son quartier. Il a ensuite adapté ce nom pour en faire son nom de scène.
Zach Malbo, un promoteur de spectacles, a repéré son talent humoristique et lui a offert sa première opportunité à travers de multiples représentations à Abidjan et ailleurs. C'est en 2009 que sa carrière humoristique commence véritablement, lorsqu'il a été invité par la RTI1 à participer à "Bonjour", une émission humoristique organisée en début de chaque année et très suivi, ce qui l'a fait connaître à l'échelle nationale et même internationale. L’homme a été révélé au grand public à travers son concept humoristique « dans tous les cas il y a deux cas »